# Anabel Torres
Anabel Torres (Bogotá, 1948) é uma poeta e tradutora colombiana. Formou-se em Línguas Modernas na Universidade de Antioquia em Medellín e possui Mestrado em Género e Desenvolvimento pelo Instituto de Estudos Sociais, em Haia. Foi diretora adjunta da Biblioteca Nacional da Colômbia.

## Obras
- Casi poesía (1975)
- La mujer del esquimal (1981)
- Las bocas del amor (1982)
- Poemas (1987)
- Medias nonas (1992)
- Poemas de guerra (Barcelona, 2000)
- En un abrir y cerrar de hojas (Saragoça, 2001)
- Agua herida (2004)
- El origen y destino de las especies de la fauna masculina paisa (2009)

## Prêmios
- Prêmio Nacional de Poesia, Universidade de Nariño, 1974
- Prêmio Nacional de Poesía, Universidade de Antioquia, 1980
- Prêmio Nacional de Poesía de Roldanillo, Ediciones Embalaje, Museu Rayo, 1987